# Jameson Adams

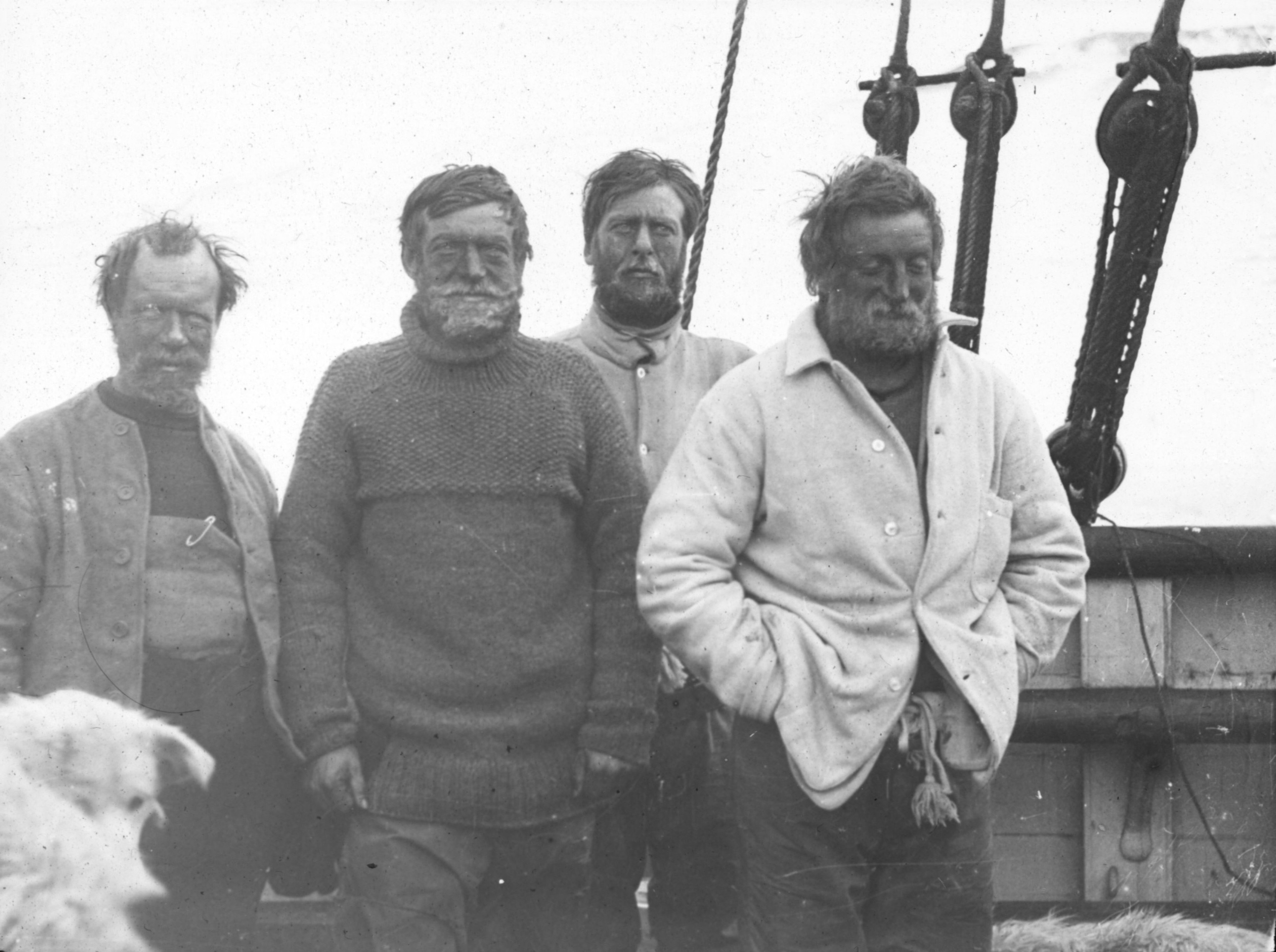
Wild, Shackleton, Marshall e Adams

Jameson Adams (6 de Março de 1880 – 30 de Abril de 1962) foi um oficial da Marinha Real Britânica e explorador polar da Antárctida que participou na Expedição Nimrod, como segundo-no-comando, a primeira liderada por Ernest Shackleton, numa tentativa sem sucesso de alcançar o Pólo Sul. Ainda assim, foi um dos do grupo de quatro que chegou ao Planalto Polar pela primeira vez, mostrando, assim, o caminho para o Pólo. A 9 de Janeiro de 1909, atingiram uma nova marca de 88° 23′ S, 162° 00′ L, a apenas 160 km do Pólo Sul, sendo então forçados a regressar pro causa da falta de mantimentos.